# Martin Pohl (Fußballspieler)
Martin Pohl (* 13. April 1981 in Rostock) ist ein ehemaliger deutscher Fußballspieler.

## Sportlicher Werdegang
Der Abwehrspieler trat 1987 im Alter von sechs Jahren Hansa Rostock bei und durchlief bis 2000 die Jugendmannschaften der Hanseaten. Im Anschluss wurde er Spieler der in der Oberliga Nordost-Nord antretenden zweiten Mannschaft des Vereins im Senioren-Bereich. Dabei entwickelte sich Pohl nach seinem Debüt am 12. Dezember 2000 zu einem der Leistungsträger der zweiten Mannschaft, woraufhin er ab 2004 zeitweilig in den Profikader der Hanseaten aufrückte, unter den Trainern Juri Schlünz sowie Jörg Berger jedoch zu keinem Einsatz in der Bundesliga kam. Erst nach dem Abstieg der ersten Mannschaft in die 2. Bundesliga in der Saison 2004/05, in der Pohl mit Rostocks zweiter Mannschaft Meister der Oberliga und Mecklenburg-Vorpommern-Pokal-Sieger geworden war, kam er in der Zweitliga-Saison 2005/06 unter Trainer Frank Pagelsdorf zu seinen ersten Einsätzen für Rostocks Profimannschaft. Am 12. September 2005 debütierte er im Spiel gegen den VfL Bochum und absolvierte weitere zwölf Partien. Den angestrebten direkten Wiederaufstieg verfehlte der F.C. Hansa jedoch. Pohl zählte in der Folgesaison 2006/07 zwar weiterhin zum Kader des Zweitligisten, kam jedoch zu keinem weiteren Einsatz für die erste Mannschaft. Er lief erneut für die zweite Mannschaft in der Oberliga auf.
Zur Saison 2007/08 verließ Pohl Hansa Rostock nach 20 Jahren und schloss sich dem Regionalligisten FC Rot-Weiß Erfurt an, mit er sich 2008/09 für die neu geschaffene 3. Liga qualifizierte. Dort spielte er bis 2011.